# Country Willie - His Own Songs
Country Willie - His Own Songs è il terzo album in studio del cantante di musica country statunitense Willie Nelson, pubblicato nel 1965.

## Tracce
Tutte le tracce sono di Willie Nelson, eccetto dove indicato.

1. One Day at a Time – 2:32
2. My Own Peculiar Way – 2:55
3. Night Life (Nelson, Paul Buskirk, Walt Breeland) – 2:25
4. Funny How Time Slips Away – 2:39
5. Healing Hands of Time – 2:20
6. Darkness on the Face of the Earth – 2:26
7. Hello Walls – 2:11
8. Are You Sure (Nelson, Buddy Emmons) – 2:10
9. Mr. Record Man – 2:13
10. It Should Be Easier Now – 2:43
11. So Much to Do – 2:10
12. Within Your Crowd – 2:04